# Altan-Ochir
Altan-Ochir (ur. 25 maja 1979) – chiński zapaśnik w stylu wolnym. Zdobył brązowy medal w mistrzostwach Azji w 2001 roku.